# Bremsleuchte

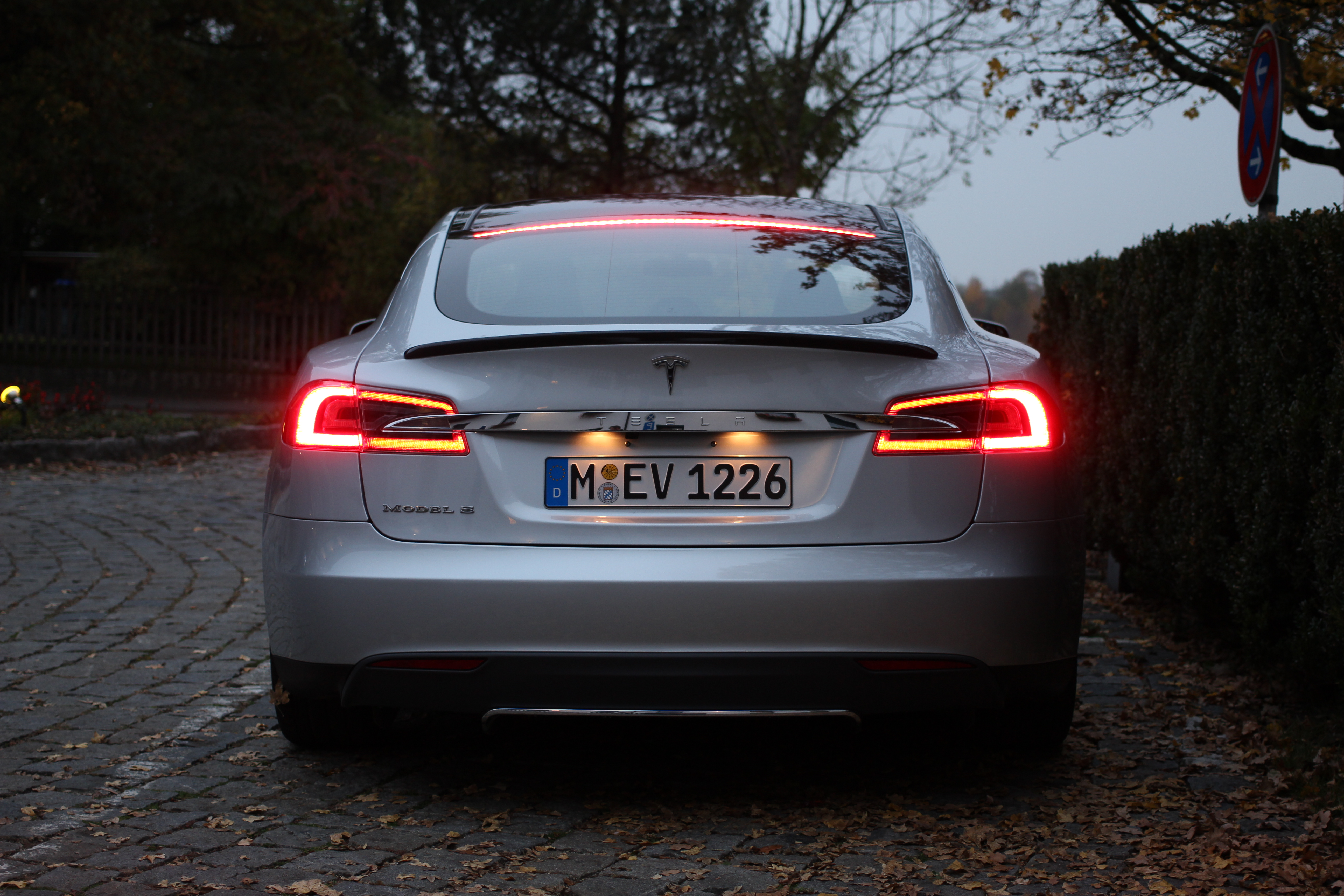
Aktivierte Bremsleuchten an einem Tesla Model S

Bremsleuchten (allgemeinsprachlich auch Bremslichter) sind ein Teil der Fahrzeugbeleuchtung und dienen dazu, den nachfolgenden Verkehr vor einer Bremsverzögerung des Fahrzeugs zu warnen. 
In den meisten Kraftfahrzeugen und deren Anhängern, die in Deutschland zugelassen sind, müssen nach § 53 StVZO je nach Bauart ein bis drei Bremsleuchten eingebaut sein. 

## Geschichte
Anfang des 20. Jahrhunderts dominierten Pferdefuhrwerke den Straßenverkehr. Die Kutscher waren angewiesen, die Peitsche senkrecht nach oben zu halten, bevor sie das Vehikel stoppten. Dieses Signal war ein Vorläufer der Bremsleuchte. Die 1930er Jahre führten mit zunehmend besseren Beleuchtungstechniken zu Überlegungen, wo die Bremsleuchten angebracht werden sollten. So gab es Vorschläge, diese auch an der Fahrzeugfront anzuordnen. Das Argument dafür war, auch dem entgegen kommenden Verkehr zu zeigen, dass das Fahrzeug gedenkt, anzuhalten.
Durch § 53 (3) der StVZO wurde 1938 in Deutschland erstmals „ein oder zwei gelbrote Bremslichter“ für Kraftfahrzeuge vorgeschrieben. Ausnahmen bestanden für land- und forstwirtschaftliche Zugmaschinen bis 20 km/h sowie Krafträder und Krankenfahrstühle. Die Bauartgenehmigungspflicht für Fahrzeugteile, insbesondere der lichttechnischen Einrichtungen, erfolgte zum 1. Januar 1954. Bei Fahrzeugen mit Erstzulassung vor dem 1. Januar 1983 waren auch gelbe Bremsleuchten zulässig. Seit 1. Januar 1988 sind Bremsleuchten auch an Motorrädern mit einer bbH von mehr als 50 km/h zwingend vorgeschrieben.
Die Bremsleuchten müssen mit einem roten Licht nach hinten leuchten. Die Leuchtkraft muss so hell sein, dass sie auch am Tag gesehen werden. Die zwei Bremsleuchten sind bei den meisten Fahrzeugen links und rechts in den Schlussleuchten integriert. Dabei kann die Glühlampe eine eigene Fassung haben, oder mit dem Schlusslicht in einer Zweifadenglühlampe zusammengefasst sein. Die dritte Bremsleuchte befindet sich mittig im Fahrzeugheck und höher als die zwei seitlichen Leuchten. 
Ab den 2000er-Jahren löste die LED die Glühlampe in vielen Bremsleuchten ab. Neben der längeren Lebensdauer des Leuchtmittels haben LEDs gegenüber Glühlampen den Vorteil, schneller aufzuleuchten und somit die Reaktionszeit nachfolgender Fahrer um ca. 150 bis 200 ms zu verringern.
Bei LKW sind zwei Bremsleuchten meistens Bestandteil der Schlussleuchten. Allerdings können je nach Einsatzzweck und Art des Aufbaus zusätzliche Bremsleuchten angebracht sein.

## Funktion

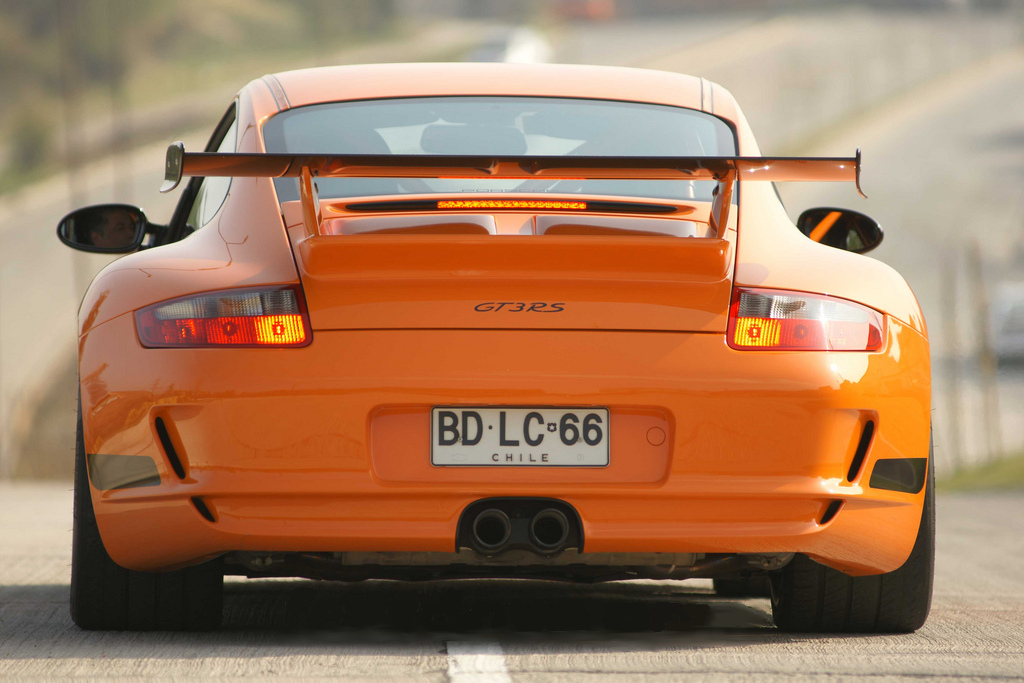
Bremsleuchten müssen auch bei Tageslicht deutlich erkennbar sein.

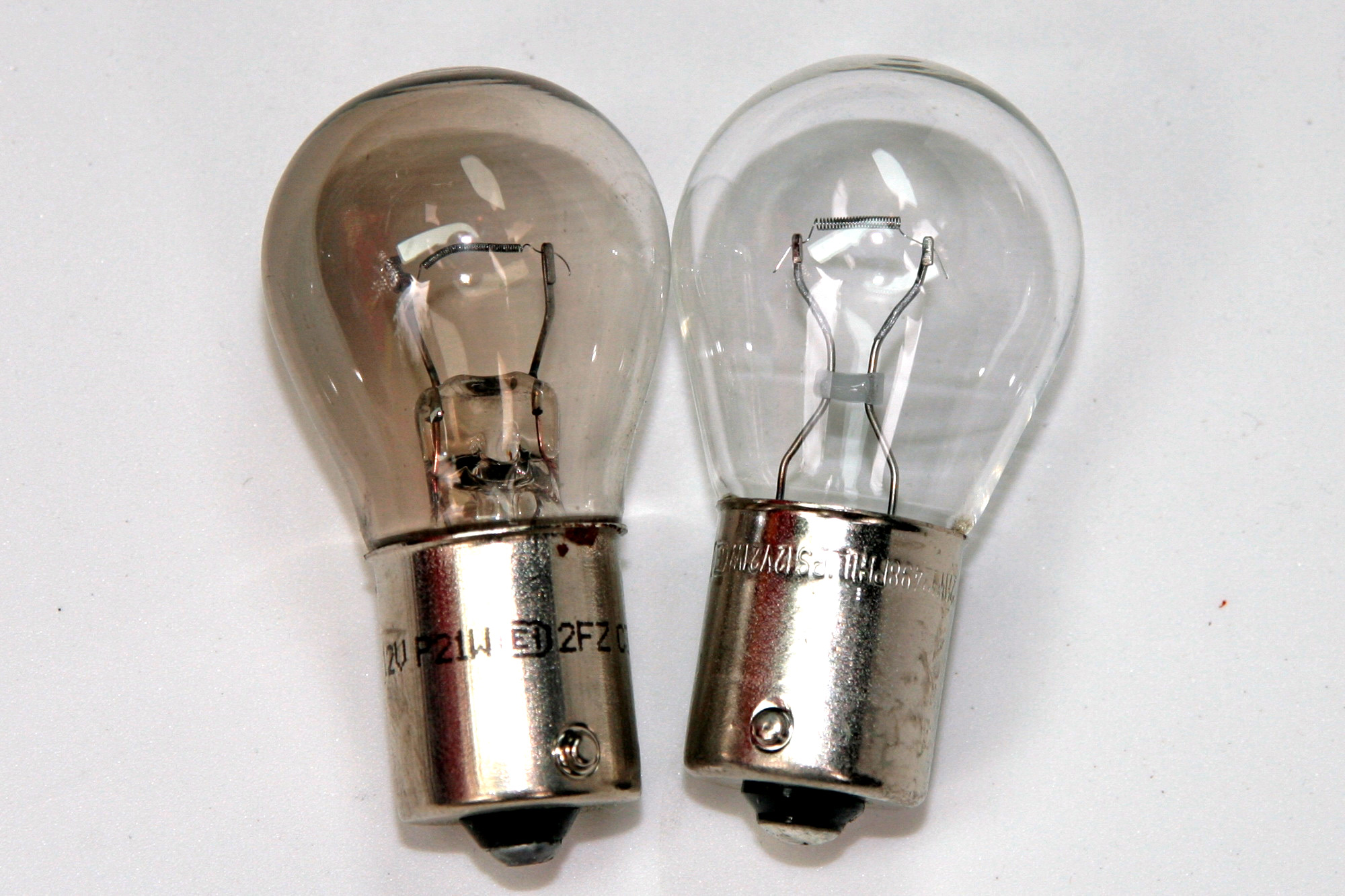
Glühbirnen vom Typ P21W, BA15s, 12V, 21W werden häufig in Bremslichtern eingesetzt – links defekt, rechts neu.

Das Aufleuchten der Bremslichter kann auf unterschiedliche Weise ausgelöst werden. In der Europäischen Union gelten seit 2015 folgende Regelungen:
- Bei einer vom Fahrer direkt ausgelösten Bremsung, in der Regel durch Betätigen des Bremspedals. Die Betätigung kann direkt über einen elektromechanischen Taster oder einen Näherungsschalter am Bremspedal erfolgen. Daneben gibt es auch Ausführungen, die durch den Druckaufbau der hydraulischen Bremsanlage betätigt werden. Bei modernen Fahrzeugen wird das Signal an ein Steuergerät gesendet. Dieses aktiviert die Leuchten und leitet die Information über den CAN-Bus an andere Steuergeräte (z. B. EDC) weiter.
- Bei einer automatisch ausgelösten Bremsung durch ein Fahrerassistenzsystem (verpflichtend nur bei einer Verzögerung von 0,7 m/s² oder mehr).
- Bei einer beim One-Pedal-Driving durch Loslassen des Fahrpedals ausgelösten elektrischen Rekuperation (verpflichtend bei einer Verzögerung von 1,3 m/s² oder mehr, unzulässig bei 0,7 m/s² oder weniger)

Eine automatische selektive Bremsung, die primär zur Beeinflussung des Fahrverhaltens dient (zum Beispiel eine Fahrdynamikregelung), darf das Bremslicht nicht aktivieren.
Eine Besonderheit ist das adaptive Bremslicht, das bei besonders starken Bremsungen oder Notbremsungen blinkt oder in größerer Fläche leuchtet (z. B. durch zwei Bremsleuchten pro Seite).
In den Vereinigten Staaten ist ein Auslösen des Bremslichtes bei der elektrischen Rekuperation nicht vorgeschrieben (Stand 2023), wodurch einige Fahrzeuge dieses selbst bei starker Bremsung nicht auslösen. Die fehlende regulatorische Vorschrift steht in der Kritik.

## Sonderregelungen

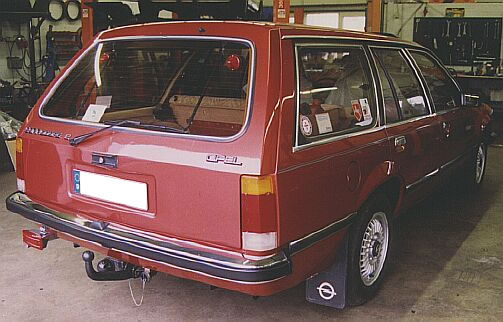
Zwei zusätzliche Bremsleuchten hinter der Heckscheibe an einem Opel Commodore

Gelbe Bremsleuchten waren nur bis Anfang der 1970er Jahre üblich und sind heute nur noch vereinzelt bei Oldtimern und an Straßenbahnen zu finden. Zum Teil wird das Bremslichtsignal auf die Leitung des Fahrtrichtungsanzeigers aufgeschaltet, und zwar so, dass der Fahrtrichtungsanzeiger Vorrang hat, d. h. bei einer Bremsung ohne Blinken leuchten beide (alle) Brems-/Blinklichter. Wird gleichzeitig geblinkt, so blinkt das Licht auf der „Blinkseite“, das andere leuchtet weiterhin konstant. Diese Schaltung ermöglicht es, mit nur zwei einfadigen Glühlampen alle nach hinten abzugebenden Lichtsignale eines Kraftfahrzeugs zu realisieren. Hierzu werden üblicherweise kleine, oft runde Rückleuchten mit nur zwei Kammern verwendet. Ebenfalls bei Oldtimern (z. B. VW Käfer) und vielen US-Fahrzeugen war eine Einkammer-Leuchte mit einer einzigen Zweifadenglühlampe und einer roten Abschlussscheibe üblich. Auch hier kommt die Vorrangschaltung (Blinklicht vor Bremslicht) zum Einsatz. Heutzutage sind vor allem bei größeren LKW Rückleuchten mit mindestens fünf Kammern üblich, etliche Funktionen sind dann doppelt oder mehrfach bestückt.

## Autosport
Bremslichter wurden seit etwa 2002 in der Formel 1 (F1) diskutiert und damit experimentiert. In der DTM sind Bremsleuchten vorgeschrieben und es gab einige Jahre vor 2007 Fälle von händisch – vorzeitig – einschaltbaren Bremslichtern, um den Hintermann zu verwirren.
F1-Wagen tragen eine große tiefliegende rote Rückleuchte mittig etwa auf Höhe der Hinterachse und seit 2019 zusätzlich zwei kleinere, hochliegende Leuchten an den Endplatten des Heckflügels, um die Beleuchtung bei Gischt besser sichtbar zu machen. Das Reglement besagt, dass sie leuchten müssen, wenn der Wagen auf Intermediates oder Regenreifen unterwegs ist – also bei Regen. Die Leuchte(n) blinken seit 2014 als Verzögerungswarnsignal, schon wenn die Motorleistung reduziert wird oder durch Gaswegnehmen die Rekuperation bremst. Hat ein Fahrer noch keine Superlizenz, fährt der Wagen mit grünen Heckleuchten.